# IntEnz
IntEnz(영어: Integrated relational Enzyme database) (통합 관계형 효소 데이터베이스)는 EC 번호로 구성된 효소에 대한 데이터를 포함하고 있으며, 국제 생화학·분자생물학 연합(IUBMB)이 개발한 효소 명명 체계의 공식 버전이다.

## 같이 보기
- 효소
- 효소 번호